# Абдурахим-бій
Абдурахим-бій (1700–1733) — другий правитель з узбецької династії мінгів в Кокандському ханстві. Правив з 1722 року.

## Біографія
Абдурахим був старшим сином Шахрух-бія та зійшов на престол після смерті свого батька. Під час його правління до складу Кокандського ханства увійшли Ходжент та Андижан. Столицею держави став Коканд. Тут була збудована нова фортеця та проведені масштабні будівельні роботи.
В 1732 році Абдурахим-бію вдалося захопити Самарканд.
Проте в 1733 році в результаті заговору він був вбитий і влада в ханстві перейшла до його брата Абдукарим-бія, який був під впливом Аштарханідів.